# Tom Cairney
Tom Cairney, né le 20 janvier 1991 à Nottingham (Angleterre), est un footballeur international écossais qui évolue au poste de milieu de terrain au Fulham FC.

## Biographie
Formé à Hull City, Tom Cairney dispute sa première rencontre avec l'équipe première le 25 août 2009 face à Southend United en League Cup. Le même jour, il inscrit son premier but en professionnel en ouvrant le score pour les Tigers, qui remportent le match 3-1. Le 30 janvier 2010, le milieu de terrain fait ses débuts en Premier League à l'occasion d'un match face à Wolverhampton (2-2). Le 7 mars suivant, il marque son premier but dans l'élite anglaise d'une reprise de volée à l'extérieur de la surface de réparation face à Everton. Hull City s'incline cependant 5-1. 
Le 1er août 2013, Cairney est prêté pour cinq mois aux Blackburn Rovers. Il dispute vingt-quatre rencontres et inscrit deux buts avant de s'engager pour trois ans et demi avec les Rovers le 2 janvier 2014. Il quitte donc son club formateur de Hull City, avec qui il aura disputé quatre-vingt rencontres toutes compétitions confondues.
Tom Cairney ne reste qu'une saison et demie de plus à Blackburn avant de rejoindre le Fulham FC lors de l'été 2015.
Le 22 mars 2017, il honore sa première sélection avec l'Écosse lors d'un match amical face au Canada (1-1).

## Palmarès

### En club
- Fulham
  - Champion d'Angleterre de deuxième division en 2022.

### Distinctions personnelles
- Membre de l'équipe-type de deuxième division anglaise en 2017 et 2018[5].